# Föderalregierung (Belgien)

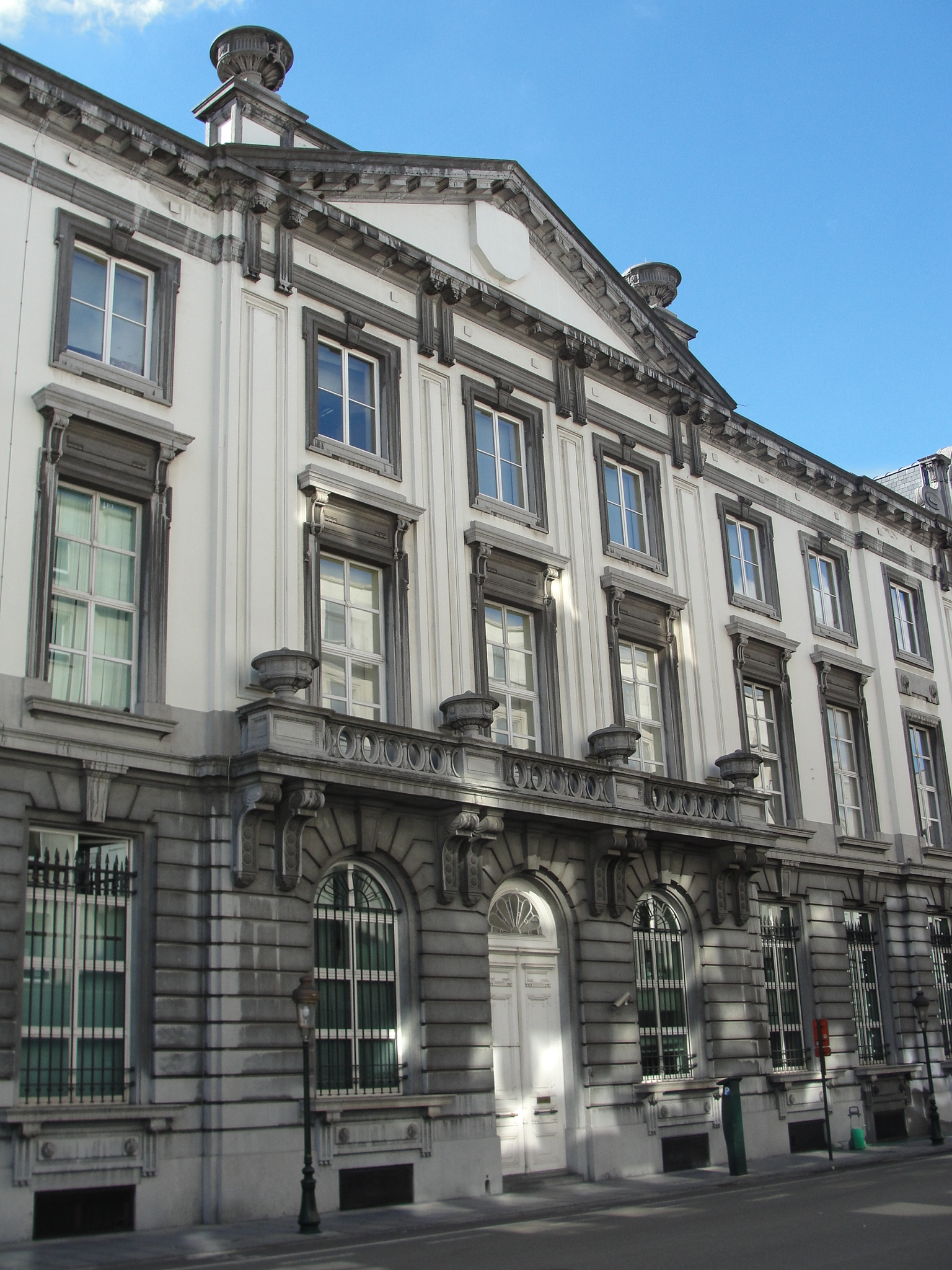
„Wetstraat/Rue de la Loi 16“, Sitz der Föderalregierung

Das kleine Wappen Belgiens, Grundlage des Staatssiegels der Regierung

Logo des Internetportals belgium.be der belgischen Regierung

Die Föderalregierung oder föderale Regierung (niederländisch Federale regering, französisch Gouvernement fédéral), manchmal vereinfacht belgische Regierung (niederländisch Belgische regering, französisch Gouvernement belge) oder nationale Regierung (veraltet) genannt, ist auf föderaler Ebene das exekutive Verfassungsorgan Belgiens. Die ausführende Gewalt liegt zwar verfassungsrechtlich allein beim König, dieser benötigt jedoch für alle Rechtshandlungen, die er ausführt, die Gegenzeichnung eines Ministers der Regierung. In Wirklichkeit wird die Politik der föderalen Exekutiven im belgischen Staatsgefüge allein durch die Regierung ausgeübt.
Die Regierung ist aus einem Premierminister und höchstens vierzehn anderen Ministern, die den Ministerrat bilden, und eventuell aus mehreren Staatssekretären zusammengestellt. Die vornehmlichsten Befugnisse der Regierung sind die Erstellung von Gesetzesentwürfen und die Ausführung von Gesetzen, die im Föderalen Parlament verabschiedet wurden. Zudem führt die Regierung die auswärtigen Beziehungen, organisiert die föderale Verwaltung des Landes und verfügt über die belgischen Streitkräfte.
Die Föderalregierung muss sich allein vor der Abgeordnetenkammer verantworten. Diese kann die Anwesenheit der Regierung verlangen und ihr das Vertrauen schenken oder entziehen.

## Der König und die Regierung

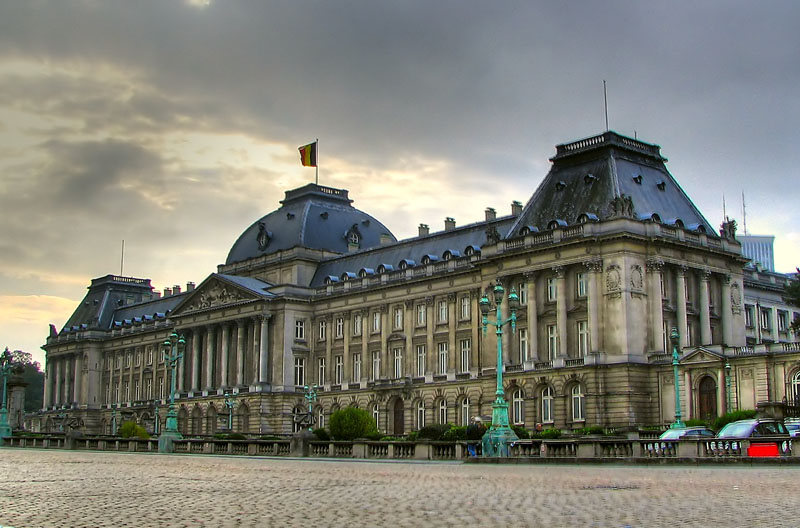
Der Königliche Palast in Brüssel

Laut Verfassung wird die ausführende Gewalt (Exekutive) allein durch den König ausgeübt, der zu diesem Zweck über „Königliche Erlasse“ verfügt. Das Wort „Regierung“ kam in der Verfassung von 1831 nur viermal vor. Die Verfassung selbst präzisiert jedoch, dass die Ausübung der exekutiven Gewalt nur gemäß den in der Verfassung geregelten Modalitäten erfolgt. Tatsächlich ist das Königreich Belgien seit 1831 eine konstitutionelle Monarchie, was bedeutet, dass die Verfassung in letzter Instanz immer „über“ dem König, dem Staatsoberhaupt, steht.
Die persönliche Macht des Königs wird in der Verfassung stark durch das Prinzip der „Gegenzeichnung“ eingeschränkt. „Ein Akt des Königs kann nur wirksam werden, wenn er von einem Minister gegengezeichnet ist (…)“. Durch die Gegenzeichnung wird die gesamte Verantwortlichkeit einer Entscheidung des Königs, dessen Person ohnehin unverletzlich ist, auf die Regierung und die Minister übertragen. Konkret bedeutet dies, dass alle Aufgaben, die die Verfassung oder einzelne Gesetze dem König anvertrauen (wie die Leitung der Streitkräfte, die Führung der diplomatischen Beziehungen oder selbst die Ernennung einer neuen Regierung), in Wahrheit nicht vom König allein ausgeführt werden können, sondern immer die Deckung eines Ministers benötigen.
Da allein die Minister gegenüber dem Parlament und der öffentlichen Meinung die Verantwortlichkeit für die „Akte des Königs“ übernehmen und somit über eine gewisse „demokratische Legitimität“ verfügen, sind es auch logischerweise sie, die faktisch die eigentlichen politischen Entscheidungen an der Stelle des Königs treffen. „Der König herrscht, aber er regiert nicht“ (frz. le Roi règne mais ne gouverne pas, ndl. de Koning heerst maar regeert niet) und gilt daher auch als politisch neutral. Wird dem König laut Verfassung oder Gesetz eine Aufgabe anvertraut, sind es eigentlich die Regierung und die einzelnen Minister, die alle Entscheidungen diesbezüglich treffen und dem König diese lediglich zur Unterschrift präsentieren. Diese Unterschrift des Königs, obschon sie heute nicht mehr als eine einfache Formalität darstellt, bleibt notwendig und auch die Regierung kann also im Prinzip nicht „alleine regieren“.
Tatsächlich treten der König und sein persönliches Kabinett in Einzelgesprächen mit dem Premierminister oder anderen Ministern (frz. colloque constitutionnel, ndl. grondwettelijke samenspraak) als Berater auf, versuchen aber nicht, direkt Einfluss auf die politischen Geschäfte der Regierung zu nehmen. „Vielmehr wirkt der König durch Stellungnahmen, Vorschläge, Mahnungen und Ermutigungen auf die Akteure des politischen Geschehens“. Damit die politische Neutralität des Königs bewahrt bleibt, unterliegen diese Gespräche mit dem König traditionell der höchsten Geheimhaltung, was mit dem Spruch „die Krone (des Königs) darf nicht entblößt werden“ (frz. on ne peut découvrir la Couronne, ndl. de Kroon mag niet ontbloot worden) gefestigt wird. Diese Neutralität und Zurückhaltung des Königshauses war jedoch nicht immer gegeben. Besonders zu Zeiten der Könige Leopold I. und Leopold II. im 19. Jahrhundert nahmen die Monarchen selbst politische Initiativen und führten nicht immer ein gutes Verhältnis zu ihrer Regierung. Baudouin I., König von 1951 bis 1993, war dafür bekannt, dass er in gewissen Fällen versuchte, Einfluss auf die Regierung zu nehmen. Seit dem Amtsantritt von König Albert II. handelt das Königshaus weitaus zurückhaltender.

## Zuständigkeit im bundesstaatlichen Gefüge

Die drei Regionen Belgiens:
Flämische Region (Flandern)
Wallonische Region (Wallonien)
Region Brüssel-Hauptstadt

Die drei Gemeinschaften Belgiens:
Flämische Gemeinschaft
Französische Gemeinschaft
Deutschsprachige Gemeinschaft

Im belgischen Staatsgefüge ist die Föderalregierung ausschließlich berechtigt, Initiativen zu ergreifen und Handlungen auszuführen, die laut Verfassung im föderalen Zuständigkeitsbereich liegen. Die föderalen Zuständigkeiten überschneiden sich aufgrund des Prinzips der exklusiven Zuständigkeitsverteilung, das durch den Verfassungsgerichtshof bestätigt wurde, grundsätzlich nicht mit den Zuständigkeiten der Gemeinschaften und Regionen; die in Deutschland geltende Regel „Bundesrecht bricht Landesrecht“ findet in Belgien kein vergleichbares Pendant. Da es aufgrund des erwähnten Prinzips für jeden Handlungs- oder Politikbereich immer nur eine zuständige Behörde geben darf, finden die Entscheidungen der Föderalregierung, die eventuell außerhalb ihres Zuständigkeitsbereichs mit anderen Normen kollidieren würden, keine überwiegende Rechtswirkung gegenüber den Gemeinschafts- oder Regionalerlassen.
Geografisch gesehen erstreckt sich die Zuständigkeit des Föderalstaates auf das gesamte Gebiet des belgischen Staates.
Die Zuständigkeiten des Föderalstaates lassen sich in folgende Kategorien zusammenfassen:
- Zuerteilte Zuständigkeiten: Hierbei handelt es sich um Zuständigkeiten, die der föderalen Ebene durch die Verfassung ausdrücklich zuerteilt wurden (wie beispielsweise die Verteidigungs- oder Justizpolitik; siehe hiernach). Diese Zuständigkeiten können sich auch in Form eines Vorbehalts ausdrücken: Hier sieht die Rechtsordnung zwar die grundsätzliche Zuständigkeit der Gemeinschaft oder der Regionen vor, behält aber Ausnahmen vor, für die der Föderalstaat weiterhin zuständig ist (wie beispielsweise die soziale Sicherheit oder die Währungspolitik).[13]
- Restzuständigkeiten: Bei allen Handlungs- oder Politikbereichen, die nicht ausdrücklich den Gemeinschaften oder Regionen zuerteilt wurden, behält der Föderalstaat die Restkompetenz (wie beispielsweise das Zivilrecht, das keiner Behörde ausdrücklich zugeordnet wird und somit als Restzuständigkeit des Föderalstaates gilt).[14]

Ferner ist der König (und somit die Föderalregierung) neben der föderalen Abgeordnetenkammer und dem Senat eines der verfassungsgebenden Organe. Somit verfügt die Föderalregierung in diesem Maße über eine erhebliche Mitbestimmungsmöglichkeit bei der Ausübung der Kompetenz-Kompetenz, bei der sowohl die eigenen Zuständigkeiten als auch die Zuständigkeiten der anderen Gebietskörperschaften festgelegt und abgeändert werden können.
Der Sondergesetzgeber hat trotz des grundsätzlichen Prinzips der exklusiven Zuständigkeitsverteilung den verschiedenen Regierungen des Landes mehrere Kooperationsmöglichkeiten gegeben. So können beziehungsweise müssen in gewissen Fällen sogenannte Zusammenarbeitsabkommen zwischen der Föderalregierung und den Gemeinschaften und Regionen abgeschlossen werden.

## Regierungsbildung
Laut Verfassung ernennt der König (mit Gegenzeichnung eines Ministers) die Regierung. Das eigentliche Verfahren der Regierungsbildung ist in verschiedene Etappen zu unterteilen, die teils auf Verfassungsregeln und teils auf politische Traditionen und Gewohnheiten zurückzuführen sind.
Grundsätzlich wird eine neue Regierung gebildet, wenn die Vorgängerregierung zurückgetreten ist. Dies ist im Prinzip nach jeder regelmäßigen oder gegebenenfalls vorgezogenen Parlamentsneuwahl der Fall. Es ist aber auch möglich (und die Regierungskrisen in den Jahren 2007 bis 2010 sind ein Beispiel dafür), dass eine neue Regierung nach dem ungeplanten Scheitern der Vorgängerin gebildet werden muss. Die Etappen der Regierungsbildung bleiben in der Regel die gleichen:
- Erste Sondierung: Nachdem das amtliche Ergebnis der Parlamentswahlen bekannt ist oder gegebenenfalls nachdem die Vorgängerregierung frühzeitig (das heißt vor Ablauf der Legislaturperiode) ihren Rücktritt beim König eingereicht hat, führt der König mit Hilfe seines persönlichen Kabinetts erste Sondierungsgespräche mit dem scheidenden Premierminister,[19] mit den scheidenden Präsidenten von Kammer und Senat und mit den Vorsitzenden der im Parlament vertretenen Parteien, insbesondere mit den „großen“ Parteien oder den Wahlsiegern. Dabei obliegt es dem König allein, zu bestimmen, wen er zu diesen Gesprächen einlädt.[20]

- Information: Im Anschluss an diese Sondierungsgespräche kann der König, wenn keine „spontane“ Regierungsbildung in Aussicht steht, einen oder mehrere „Informatoren“ oder „Untersucher“ (ndl./frz. Informateur) ernennen.[21] Dieser fasst die Forderungen der verschiedenen Parteien oder aber auch anderer Interessenvertreter (Wirtschaft, Gewerkschaften, Berufsvereinigungen etc.) zusammen und legt dem König in einem Endbericht vor, der Aufschluss darüber geben soll, bei welchen Parteien Konvergenzen vorzufinden sind und wie eine parlamentarische Mehrheit aussehen könnte. Es hat sich jedoch in der Vergangenheit öfters herausgestellt, dass aufgrund verhärteter Fronten zwischen Flamen und Wallonen solche Konvergenzen nur schwer zu finden waren, weshalb der König andere Personen – in vielen Fällen erfahrene Politiker oder Staatsminister – ernennen kann, die das Terrain für eine neue Regierung vorbereiten sollen. Diese erhielten aufgrund der genauen Beschreibung ihrer Aufgabe verschiedenste Namen, wie „Erforscher“ (ndl. Verkenner, frz. Explorateur)[22], „Vermittler“ (ndl. Bemiddelaar, frz. Médiateur)[23] oder auch „Minenräumer“ (ndl. Ontmijner, frz. Démineur)[24] oder kürzlich „Vorregierungsbildner“ oder „Prä-Formator“ (ndl./frz. Préformateur).[25]

- Regierungsbildung: Sobald die für eine Mehrheitsbildung in Frage kommenden Parteien sich einig sind und alle Hindernisse aus dem Weg geräumt wurden, gibt der Untersucher seine Aufgabe ab und der König ernennt den eigentlichen Regierungsbildner (ndl./frz. Formateur), der mit den Koalitionsparteien das gemeinsame Regierungsprogramm ausarbeitet und die Ministerposten in der Regierung verteilt.[26] Im Prinzip erhält der Regierungsbildner das Amt des Premierministers, doch hat es in der Vergangenheit Ausnahmen gegeben.[27]

- Ernennung: Sind die Verhandlungen zur Regierungsbildung abgeschlossen und die Ministerposten zwischen den Koalitionsparteien verteilt, begeben sich der Regierungsbildner und die zukünftigen Minister zur Residenz des Königs. Dort legen der Premierminister und die Minister und Staatssekretäre der neuen Regierung den Eid mit folgendem Wortlaut ab: „Ich schwöre Treue dem König, Gehorsam der Verfassung und den Gesetzen des belgischen Volkes“.[28] Ein Königlicher Erlass, mit dem der König die neue Regierung ernennt, wird verfasst und im Staatsblatt veröffentlicht.[29] Mit diesem Schritt findet offiziell die Ablösung der alten Regierung, die seit ihrem Rücktritt die laufenden Geschäfte wahrnahm (siehe weiter unten), durch die neue Regierung statt. Dabei wird konkret wie folgt vorgegangen:
  - Durch einen ersten Erlass wird der neue Premierminister ernannt. Dieser Erlass wird durch den scheidenden Premierminister gegengezeichnet, da der neue Premier vor seiner offiziellen Ernennung noch nicht als solcher betrachtet werden kann. Es findet also eine Art direkter Amtsübergabe zwischen dem alten Premierminister und seinem Nachfolger statt, sodass kein Machtvakuum entsteht;
  - In einem zweiten Erlass, der dagegen vom neuen Premierminister gegengezeichnet wird, werden die Minister und Staatssekretäre der alten Regierung entlassen;
  - Ein dritter Erlass, der auch vom neuen Premierminister gegengezeichnet wird, ernennt der König schlussendlich die Minister und Staatssekretäre (und gegebenenfalls Kommissare) der neuen Regierung.

- Vertrauen: Die neue Regierung, obwohl rechtskräftig gebildet, ist erst faktisch funktionstüchtig, wenn sie das Vertrauen der Abgeordnetenkammer erhalten hat.[30] Zu diesem Zweck liest der Premierminister vor der Kammer die Regierungserklärung vor und stellt die Vertrauensfrage. Im Anschluss daran erfolgt eine Diskussion, am Ende derer die Abgeordneten der Mehrheit – im Prinzip gegen die Stimmen der Opposition – der Regierung ihr Vertrauen und somit eine demokratische Legitimität schenken. Seit der vierten Staatsreform aus dem Jahr 1993 (in Kraft getreten am 1. Januar 1995) wird die Vertrauensfrage nicht mehr im Senat gestellt. Traditionell verliest der Premierminister aber auch dort die Regierungserklärung und stellt sich den Fragen der Senatoren.

In diesem Zusammenhang ist zu bemerken, dass es keine zeitliche Vorgabe für die Bildung einer Regierung gibt. Die verhandelnden Parteien können sich so viel Zeit nehmen wie sie brauchen. Bei größeren Regierungskrisen (wie zuletzt in den Jahren 2007 und 2010) hat diese Verhandlungszeit manchmal mehr als 100 Tage gedauert. Bis zur Bildung der neuen Regierung übernimmt die scheidende die „laufenden Geschäfte“ (siehe weiter unten).

## Zusammensetzung

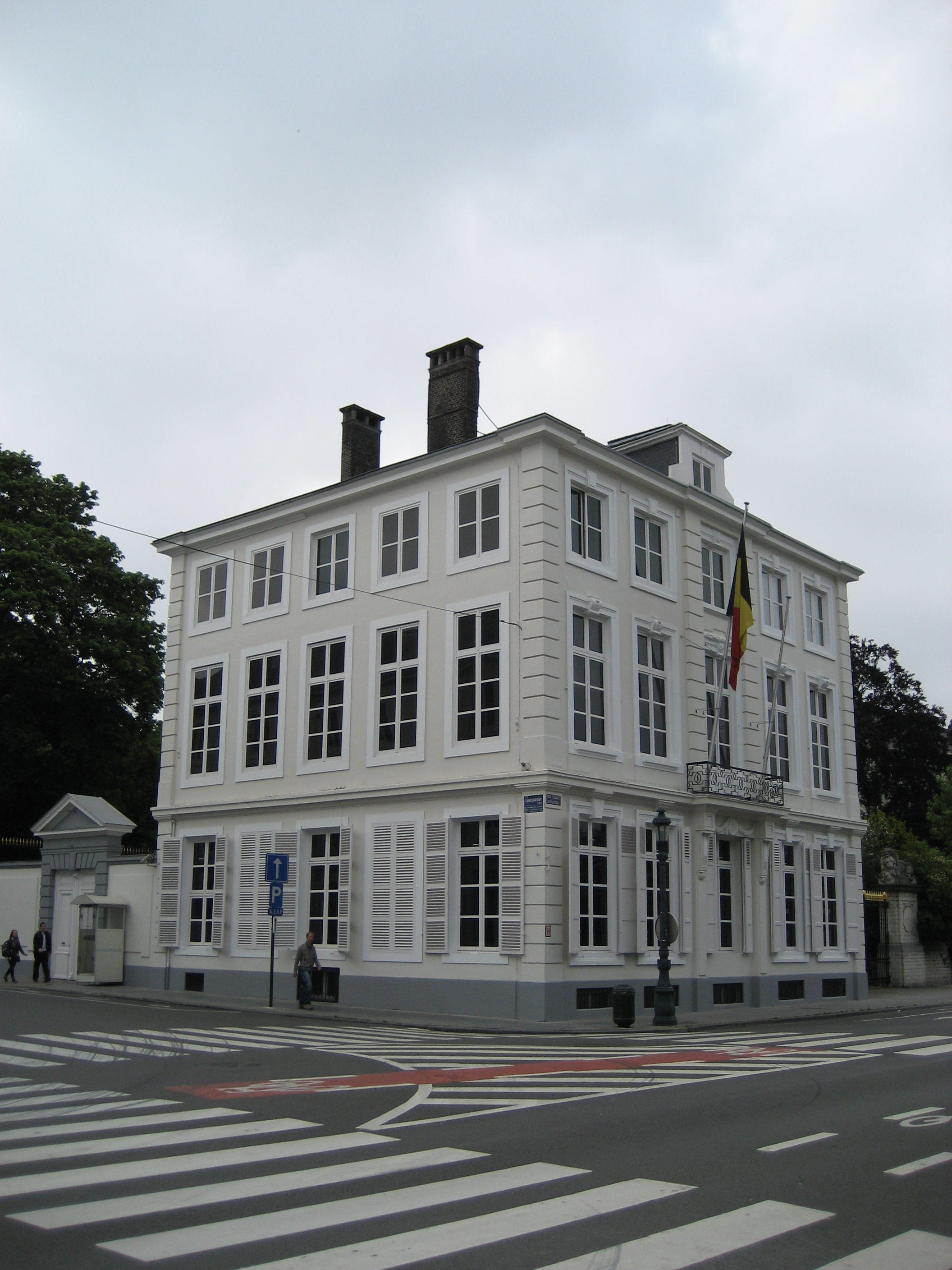
Das Lambermont-Gebäude, Amtssitz des Premierministers

Die Regierung ist aus einem Premierminister, mehreren Ministern und gegebenenfalls einem oder mehreren Staatssekretären und Regierungskommissaren zusammengesetzt.

### Premierminister
Der Premierminister ist der föderale Regierungschef und somit einer der wichtigsten politischen Amtsträger des Landes. Die Funktion des Premierministers ist gewohnheitsrechtlichen Ursprungs und wurde zum ersten Mal 1918 in einem offiziellen Rechtstext erwähnt. Sein Amt ist erst seit 1970 ausdrücklich in der Verfassung vorgesehen.
Der Premierminister muss sich, obwohl er zwangsläufig aus einer der großen Gemeinschaften stammt, als „Premierminister aller Belgier“ profilieren können, was im Prinzip gemäßigte Positionen in Bezug auf den flämisch-wallonischen Konflikt und vor allem eine gründliche Kenntnis der niederländischen und der französischen Sprache voraussetzt. Er muss sich um eine sprachlich neutrale Position (ndl. onzijdig, frz. asexué linguistique) bemühen. Da Belgien ein Land ist, das auf eine Großzahl sensibler Kompromisse zwischen den zwei großen Sprachgemeinschaften gebaut ist, sieht die Verfassung ein besonderes Statut für den Premierminister vor. So weicht die Verfassung bei der Frage nach der sprachlichen Zugehörigkeit des Premierministers vom Prinzip des Gleichgewichtes zwischen niederländisch- und französischsprachigen Ministern im Ministerrat (siehe unten) ab, indem sie den Premierminister „eventuell ausnimmt“. Mit dieser Formulierung kann der Premierminister sich einerseits als neutral präsentieren und muss sich nicht für eine Sprache „entscheiden“ und andererseits muss er seine Herkunft (ob Flame, Wallone oder eventuell Brüsseler) nicht verneinen. Faktisch ist es in Belgien so, dass seit dem Beginn der Föderalisierung des Landes der Premierminister in der großen Mehrheit der Fälle ein Flame ist.
Der Premierminister führt als primus inter pares die Regierung an und hat den Vorsitz des Ministerrats inne (siehe unten). Er vertritt die Regierung in den verschiedenen Institutionen und repräsentiert das Land auf internationaler Ebene.
Was die Unvereinbarkeiten und übrigen Bedingungen betrifft, die erfüllt werden müssen, um Premierminister werden zu können, so unterscheidet sich das Amt des Premierministers nicht von dem eines gewöhnlichen Ministers (siehe weiter unten).

### Minister
Die Minister werden, wie der Premierminister auch, vom König bezeichnet. Ihre Anzahl in der Föderalregierung ist seit 1993 auf höchstens 15 festgelegt, Premierminister inklusive. Die Staatssekretäre werden bei dieser Berechnung nicht einbezogen.
Eine Besonderheit der belgischen Verfassung ist, dass sie, mit einer Ausnahme für den Premier, ein sprachliches Gleichgewicht in der Regierung vorschreibt: „Den Premierminister eventuell ausgenommen, zählt der Ministerrat ebenso viele niederländischsprachige wie französischsprachige Minister“. Dieses Gleichgewicht muss bei der Zusammenstellung der Regierung vorliegen, beeinträchtigt allerdings nicht ihre tagtäglich Funktionsweise, falls ein Minister verhindert sein sollte. Tritt ein Minister zurück, ist das sprachliche Gleichgewicht so schnell wie möglich wiederherzustellen. Zudem sieht die Verfassung vor, dass die Föderalregierung sowohl aus männlichen als auch aus weiblichen Ministern zusammengesetzt sein muss. Ein Gleichgewicht wird nicht vorgeschrieben.
Um als Minister ernannt werden zu können, müssen die folgenden Bedingungen eingehalten werden:
- die belgische Staatsbürgerschaft besitzen;[38]
- nicht Mitglied der königlichen Familie sein;[39]
- sich nicht in einem der Unvereinbarkeitsfälle befinden. Um die Gewaltentrennung einzuhalten, hört daher ein Mitglied der Kammer oder des Senats auf zu tagen, sobald es ein Ministeramt annimmt. Wird dieses beendet, wird das Mandat im Parlament wieder aufgenommen.[40]

Gewisse Minister der Föderalregierung haben darüber hinaus eine besondere Funktion, die ihnen eine zusätzliche Bezeichnung einbringt:
- Vizepremierminister: Die Vizepremiers vertreten als Minister vor allem ihre Partei an der Spitze der Regierung und ersetzen den Premierminister in seiner Abwesenheit.[41] Alle Parteien der Regierungskoalition haben Anspruch auf einen Vizepremier, auch die des Premierministers. Da der Premier aufgrund seines Amtes teilweise parteiübergreifende Positionen einnehmen muss, hat der Vizepremier als Aufgabe, die Linie „seiner“ Partei an ihn heranzutragen. Das Gremium, das sich aus dem Premier und seinen Vizepremiers zusammensetzt, wird auch „Kernkabinett“ genannt und berät über politisch besonders sensible Angelegenheiten.
- Minister ohne Geschäftsbereich (ndl. Minister zonder portefeuille, frz. Ministre sans portefeuille): Diese Minister sind integraler Bestandteil der Regierung, haben aber kein eigenes Ressort.[42] Sie wurden in der Vergangenheit bezeichnet, vor allem um einen politischen Ausgleich innerhalb einer Regierung zu schaffen. Die letzte Ernennung eines Ministers ohne Geschäftsbereich fand im Jahr 1968 statt.[43]

Spätestens seit der Begrenzung des Ministerrats auf 15 Mitglieder ist dieses besondere Ministeramt zum Verschwinden verdammt.
Zuletzt sind die Minister der Regierung nicht mit den Staatsministern zu verwechseln. Der Titel „Staatsminister“ (ndl. Minister van Staat, frz. Ministre d’Etat) ist in Belgien ein reiner Ehrentitel, der ohne Privilegien vergeben wird. In der Regel erhalten besonders verdienstvolle Politiker diesen Titel. Traditionell gehören Staatsminister dem sogenannten Kronrat an, einem Gremium, das nicht in der Verfassung vorgesehen ist und bisher insgesamt nur fünfmal anlässlich besonders bedeutsamer Ereignisse (wie beispielsweise das Ultimatum des Deutschen Kaiserreiches an Belgien (2. August 1914) zu Beginn des Ersten Weltkrieges oder die Unabhängigkeit des Belgisch Kongo im Jahr 1960) getagt hat.

### Staatssekretäre
Die Staatssekretäre sind integraler Bestandteil der Regierung und werden genau wie die Minister vom König ernannt oder entlassen. Sie unterscheiden sich vor allem insofern von den Ministern, als dass sie nicht dem Ministerrat angehören (siehe unten) und immer einem Minister oder dem Premierminister selbst beigeordnet sein müssen und ihm unterstehen. Die Zuständigkeit eines Staatssekretärs schließt nie die des übergeordneten Ministers aus, und dieser bleibt immer befugt, sich selbst gewisser Akten anzunehmen. Andererseits sieht die Verfassung keine Höchstzahl und kein notwendiges Gleichgewicht zwischen niederländisch- und französischsprachigen Staatssekretären vor.
Ansonsten ist das Statut mit dem der Minister identisch und sie besitzen im Prinzip die gleichen Zuständigkeiten wie die Minister. Föderale Staatssekretäre sind also Politiker und können auch Königliche Erlasse gegenzeichnen, was sie von gleichnamigen Staatssekretären in gewissen anderen Ländern, wo mit dem Titel lediglich höhere Beamte gemeint sind, unterscheidet (siehe beispielsweise in der Bundesrepublik Deutschland). In gewissen Fällen jedoch benötigt der Staatssekretär parallel die Unterschrift seines übergeordneten Ministers für die Gegenzeichnung. Dies ist der Fall für:
- Königliche Erlasse zur Vorlegung von Gesetzesentwürfen in der Abgeordnetenkammer oder im Senat („Vorlegeerlasse“);
- Sanktionen und Ausfertigungen von Gesetzen;
- Königliche Erlasse mit Verordnungscharakter („Regelerlasse“);
- Königliche Erlasse zur Schaffung von höheren Beamtenstellen in der Verwaltung oder in öffentlichen Einrichtungen.

### Andere
Die Regierung kann auch auf externe Personen zurückgreifen und ihnen verschiedene Aufträge erteilen. Diese Personen, obwohl sie eng mit der Regierung zusammenarbeiten, gehören dieser formell gesehen jedoch nicht an:
So können „Königliche Kommissare“ (ndl. Koninklijk Opdrachthouder, frz. Commissaire royal) ernannt werden, deren einzige Aufgabe es ist, besonders schwierige oder umfassende Reformen für die Regierung vorzubereiten. In der Regel erhalten Persönlichkeiten, die als Spezialisten in ihrem Fachgebiet angesehen werden, einen entsprechenden Auftrag. So wurden beispielsweise Königliche Kommissare für die Reform der Staatsverwaltung, für die Reform des Justizwesens und zuletzt für die Spaltung des Wahlkreises Brüssel-Halle-Vilvoorde (BHV) eingesetzt. Der frühere Unterschied zwischen den Königlichen Kommissaren und den „Kommissaren des Königs“, die ihrerseits (und im Gegensatz zu den Königlichen Kommissaren) Zugang zum Parlament hatten, wird heutzutage nicht mehr gemacht.
Es kommt auch regelmäßig vor, dass gewisse Personen als „Regierungskommissar“ (ndl. Regeringscommissaris, frz. Commissaire du gouvernement) eine gewisse Aufgabe erhalten. Regierungskommissare werden immer einem Minister der Regierung zugeordnet. Sie besitzen in etwa die gleichen Befugnisse wie die Königlichen Kommissare, weisen jedoch im Gegensatz zu diesen weniger das Profil eines Spezialisten als das eines wirklichen Politikers auf.

## Regierungssitzungen
Die Regierung (im weiten Sinne) kann in verschiedenen Zusammensetzungen tagen. Traditionell sind drei Formen von Regierungsversammlungen zu erwähnen:
- Der „Regierungsrat“ (ndl. Regeringsraad, frz. Conseil du gouvernement) stellt sich aus allen Mitgliedern der Regierung – Premierminister, Minister, Staatssekretäre und ggf. Regierungskommissare – zusammen;
- Der Premierminister und die Minister allein bilden den „Ministerrat“ (ndl. Ministerraad, frz. Conseil des ministres). Die Staatssekretäre werden nur hinzugezogen, wenn Akten aus ihrem Befugnisbereich auf der Tagesordnung stehen;[53]
- Das Gremium, das nur aus dem Premierminister und den Vizepremiers besteht, wird „eingeschränkter Ministerrat“ oder „Kernkabinett“ (ndl. Kernkabinet, frz. Conseil des ministres restreint oder kern) genannt. In dieser Zusammensetzung werden besonders brisante Themen oder regelmäßig auch Haushaltsfragen abgehandelt.

Der Unterschied zwischen Regierungsrat und Ministerrat findet jedoch heutzutage in der Praxis keine Anwendung mehr und Staatssekretäre können an allen Versammlungen des Ministerrats teilnehmen. An allen Sitzungen der Regierung nimmt auch der Regierungssekretär teil, der für die verwaltungstechnische Hintergrundarbeit zuständig ist. Gegebenenfalls kann die Regierung externe Personen als Ratgeber oder Experten zu Sitzungen einladen, doch im Prinzip finden die Versammlungen der Regierung hinter geschlossenen Türen statt und sind für Außenstehende nicht zugänglich.
Die Regierung wird als Kollegium angesehen und ihre Entscheidungen kommen auf Konsensbasis zustande. Es findet also keine interne Abstimmung statt. Traditionell drückt sich während der Regierungssitzung jeder Minister in seiner Sprache aus.
Den Vorsitz der Regierungssitzungen hat der Premierminister inne. Im 19. Jahrhundert übernahmen die Könige Leopold I. und Leopold II. noch regelmäßig selbst den Vorsitz des Ministerrates und griffen aktiv in die Debatten ein. Diese Aufgabe ging nach dem Ersten Weltkrieg (1914–1918) schrittweise an den zum Premierminister avancierten „Kabinettschef“ über. Die letzten Regierungssitzungen unter dem Vorsitz des Königs fanden am 3. Dezember 1951 und 13. November 1957 (damals unter König Baudouin I.) statt.

## Befugnisse
Innerhalb des föderalen Zuständigkeitsbereichs werden die Befugnisse der exekutiven Macht laut der Verfassung vom König mit Gegenzeichnung eines Ministers ausgeübt (siehe oben). Faktisch übt die Regierung diese verschiedenen Zuständigkeiten aus. In Belgien verfügt die Exekutive nur über zugewiesene Zuständigkeiten, was bedeutet, dass wenn die Verfassung es nicht anders vorsieht, allein die Legislative zuständig ist (Restkompetenz bei der Gewaltentrennung). Die durch die Regierung ausgeübten Befugnisse können verschiedener Art sein: Entweder handelt es sich um Befugnisse, die die Verfassung ausdrücklich dem König (und der Regierung) vorbehält, oder es sind Aufgaben, die der Gesetzgeber an den König (und die Regierung) delegiert hat.

### Ausführende Gewalt

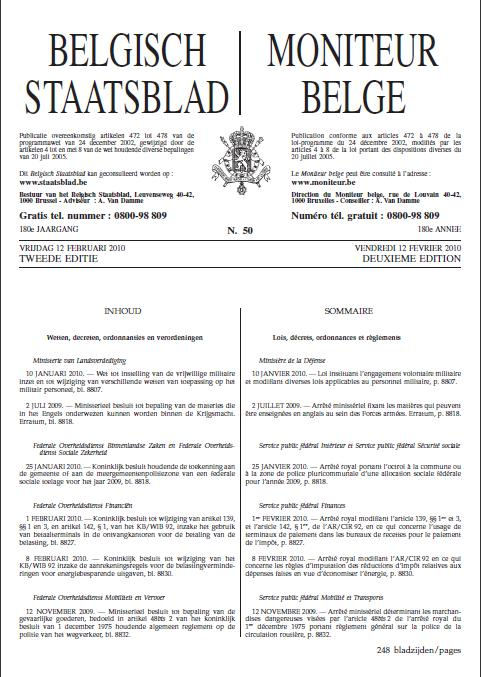
Königliche Erlasse werden im Belgischen Staatsblatt veröffentlicht.

#### Inhalt der Rechtsinstrumente
Die Regierung erhält ihre Zuständigkeiten als ausführende Behörde zum einen durch ausdrückliche Delegationen des Gesetzgebers, der die Regierung mit der Präzisierung von Teilaspekten eines Gesetzes beauftragt. Der erste der Regierung obliegende Ausführungsakt ist dabei die Sanktion und die Ausfertigung der Gesetze durch den König.
Zum anderen wird die Ausführungszuständigkeit der Regierung durch die Verfassung selbst geregelt. Diese sieht vor, dass der König (und die Regierung) die zur Ausführung der Gesetze notwendigen Maßnahmen erlässt, ohne die Gesetze selbst aussetzen oder von ihrer Ausführung entbinden zu dürfen. So kann die Regierung beispielsweise Bestimmungen präzisieren, die der Gesetzgeber nur auf Prinzipebene festgehalten hat. Die Aufgaben der Exekutiven gehen jedoch darüber hinaus: In Wahrheit sorgt die Regierung für das tagtägliche Funktionieren des Staates. Die unmittelbare Ausführung der Gesetze durch die öffentlichen Behörden und Verwaltungen sowie die Gewährleistung der Polizeigewalt, die auf die Sicherung der Ausführung der Gesetze abzielt, gehören ebenfalls zu den Aufgaben des Exekutivorgans.
Hierbei wird, was die Inhalte der Rechtsinstrumente betrifft, zwischen Regelerlassen (auch Verordnungen genannt) und Einzelerlassen (auch Individualerlasse genannt) unterschieden:
- Regelerlasse: Erlasse mit Regelwirkung enthalten allgemeine und abstrakte Bestimmungen, die für die Gegenwart und die Zukunft eine Verhaltensnorm festlegen. Er betrifft also eine unbestimmte Anzahl von Fällen aufgrund objektiver Kriterien. Die Initiative für die Erstellung eines Regelerlasses liegt immer bei der Behörde selbst.
- Einzelerlasse: Diese Erlasse haben eine begrenzte Tragweite und sind nur auf bestimmte Personen und konkrete Situationen anwendbar. Sie stellen die Entscheidung einer Behörde dar, die gegebenenfalls auch auf Anfrage der betroffenen Person getroffen wurde (beispielsweise ein Genehmigungsantrag).

#### Form der Rechtsinstrumente
Um ihrer Aufgabe als ausführende Gewalt nachzukommen, greift die Regierung auf verschiedene Rechtsinstrumente zurück, wie Königliche Erlasse, Ministererlasse oder Rundschreiben.
Königliche Erlasse: Sie sind die höchste Rechtsnorm der föderalen Exekutiven. Die anderen Erlasse, wie beispielsweise Ministererlasse, Erlasse der Provinzkollegien oder Bürgermeistererlasse sind den Bestimmungen der Königlichen Erlasse untergeordnet. In der Normenhierarchie sind sie allerdings der Verfassung und den Gesetzen untergeordnet.
Die Verabschiedung eines Königlichen Erlasses unterliegt gewissen Formregeln:
- Sie beginnen mit der Königlichen Grußformel („Philippe, König der Belgier, allen Gegenwärtigen und Zukünftigen, Unser Gruß!“);
- Sie führen die Verfassungs- oder Gesetzesgrundlagen auf, die das Handeln der Exekutive berechtigen;
- Sie werden, insofern sie einen Regelinhalt besitzen (siehe oben), zuerst dem Staatsrat zur rechtlichen Überprüfung übermittelt;[60]
- Sie müssen, falls es sich um Einzelerlasse handelt (siehe oben), sowohl inhaltlich als auch formal begründet werden;[61]
- Sie weisen die Unterschrift des Königs und die Gegenzeichnung eines Ministers auf;[62]
- Sie werden gegebenenfalls im Belgischen Staatsblatt in niederländischer und französischer Sprache veröffentlicht;[63] usw.

Neben den gewöhnlichen Königlichen Erlassen gibt es verschiedene Sonderfälle. So müssen manche Erlasse ausdrücklich im Ministerrat behandelt werden. Ferner gibt es sogenannte Königliche Sondervollmachtenerlasse, die in Krisenzeiten der Regierung erlauben, selbst Gesetze abzuändern oder aufzuheben. Das Parlament behält allerdings in der Regel eine gewisse Kontrollfunktion. Diese Erlasse sind nicht mit den Königlichen Erlassen mit außerordentlichen Vollmachten zu verwechseln, die ihrerseits lediglich nach den beiden Weltkriegen erlassen wurden, um den Wiederaufbau des Landes zu beschleunigen. Ihre Tragweite ist dementsprechend noch weiter gefasst.
Ministererlasse (oder Ministerielle Erlasse): Diese Erlasse werden durch einen Minister selbst verfasst und nicht durch den König unterzeichnet. Sie betreffen in der Regel Einzelentscheidungen.
Rundschreiben: Rundschreiben sind amtliche Mitteilungen eines Ministers an die Beamten seines Ministeriums, in denen gegebenenfalls die Auslegung eines Gesetzes oder Erlasses präzisiert wird. Sie dienen dem reibungslosen Funktionieren der Dienste. Sie haben grundsätzlich keine bindende Wirkung für den Bürger.

### Gesetzesinitiative

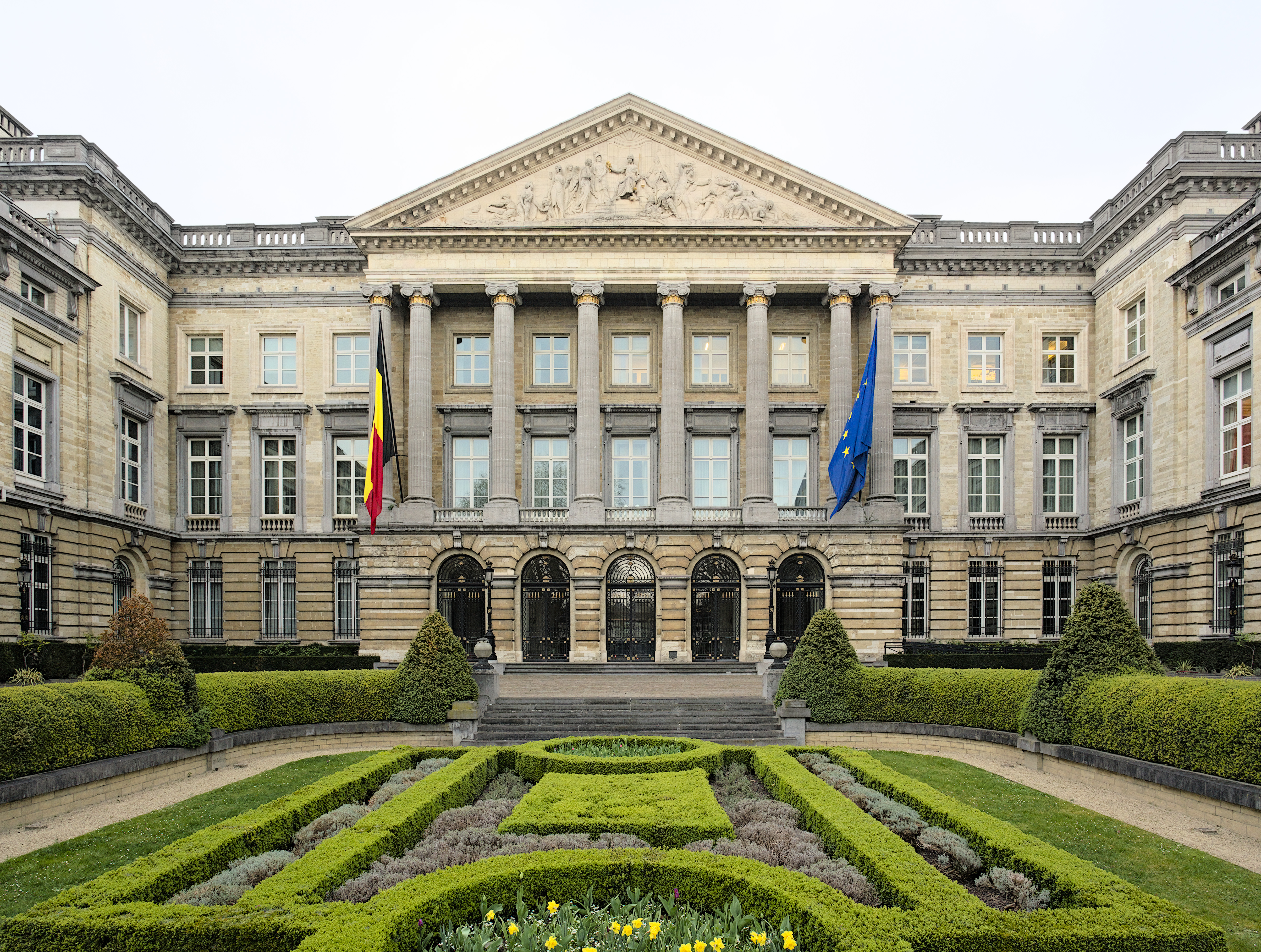
Der Palast der Nation, Sitz von Abgeordnetenkammer und Senat

Neben den Mitgliedern der Abgeordnetenkammer und des Senats besitzt die Regierung für die Erstellung von Gesetzen ein Initiativrecht. Während man die von den Parlamentariern eingereichten Texte Gesetzesvorschläge nennt, werden die der Regierung als Gesetzesentwürfe bezeichnet. Dem Gesetzesentwurf geht ein Vorentwurf voran, der von der Regierung ausgearbeitet wurde und für den ein nicht bindendes Gutachten der gesetzgebenden Abteilung des Staatsrates eingeholt wurde. Aufgrund dieses Gutachtens und eventuell den Bemerkungen anderer konsultierter Personen oder Einrichtungen wird der Vorentwurf gegebenenfalls angepasst. Ist die Regierung mit dem genauen Wortlaut des Gesetzesentwurfs einverstanden, wird er dem König mit einem Begleiterlass zur Unterschrift vorgelegt („Vorlegeerlass“), wodurch der Entwurf im föderalen Parlament eingereicht werden kann.
Wo genau der Gesetzesentwurf eingereicht wird, hängt von seinem Gegenstand ab:
- in der Abgeordnetenkammer, für Zuständigkeiten, die ausschließlich der Kammer gehören (d. h. Einbürgerungen, Gesetze über die Verantwortlichkeit von Ministern, Haushaltspläne und die Größe des Armeekontingentes) oder die dem nicht verpflichtenden Zweikammerverfahren unterliegen;
- im Senat, für die Zustimmung zu völkerrechtlichen Verträgen (siehe unten);
- gleichzeitig in der Abgeordnetenkammer und im Senat, für Zuständigkeiten, die dem verpflichtenden Zweikammerverfahren unterliegen.

Der eingereichte Gesetzesentwurf besteht in der Regel aus mehreren Teilen. Er enthält neben dem Entwurf an sich eine allgemeine Begründung und gegebenenfalls ein Kommentar zu den Artikel, eine Abschrift des Vorentwurfs, der dem Staatsrat vorgelegt wurde, sowie das Gutachten des Staatsrates, eventuell das Gutachten oder die Vorschläge des Hohen Justizrates (falls der Gegenstand des Entwurfs es erfordert), eine Zusammenfassung des Gegenstandes des Entwurfs, gegebenenfalls die Anhänge des Entwurfs und eine koordinierte Version der zur Abänderung vorgeschlagenen Artikel. In jedem Fall werden die Entwürfe sowohl in niederländischer als auch in französischer Sprache eingereicht.
Die Regierung macht sehr häufig von ihrem Initiativrecht Gebrauch und die meisten angenommenen Gesetzestexte sind in der Regel auf einen Gesetzesentwurf der Regierung zurückzuführen.

### Verwaltung und Diplomatenkorps

Französischsprachiges Logos des FÖD Justiz

Niederländischsprachiges Logo des FÖD Justiz

Die Verfassung besagt, dass der König die Beamten der allgemeinen Verwaltung und der auswärtigen Beziehungen ernennt. Daraus wird abgeleitet, dass die Exekutive die föderale Verwaltung organisiert, die Beamten ernennt, die finanziellen Mittel für sie freimacht und sie führt.
Die föderale Verwaltung ist seit der sogenannten Kopernikusreform im Jahr 2000 in verschiedene Föderale Öffentliche Dienste (FÖD) (frz. Service public fédéral – SPF, ndl. Federale Overheidsdienst – FOD) unterteilt, die die ehemaligen Ministerien ersetzen. Lediglich das Verteidigungsministerium hat seine alte Bezeichnung behalten.

### Internationale Beziehungen

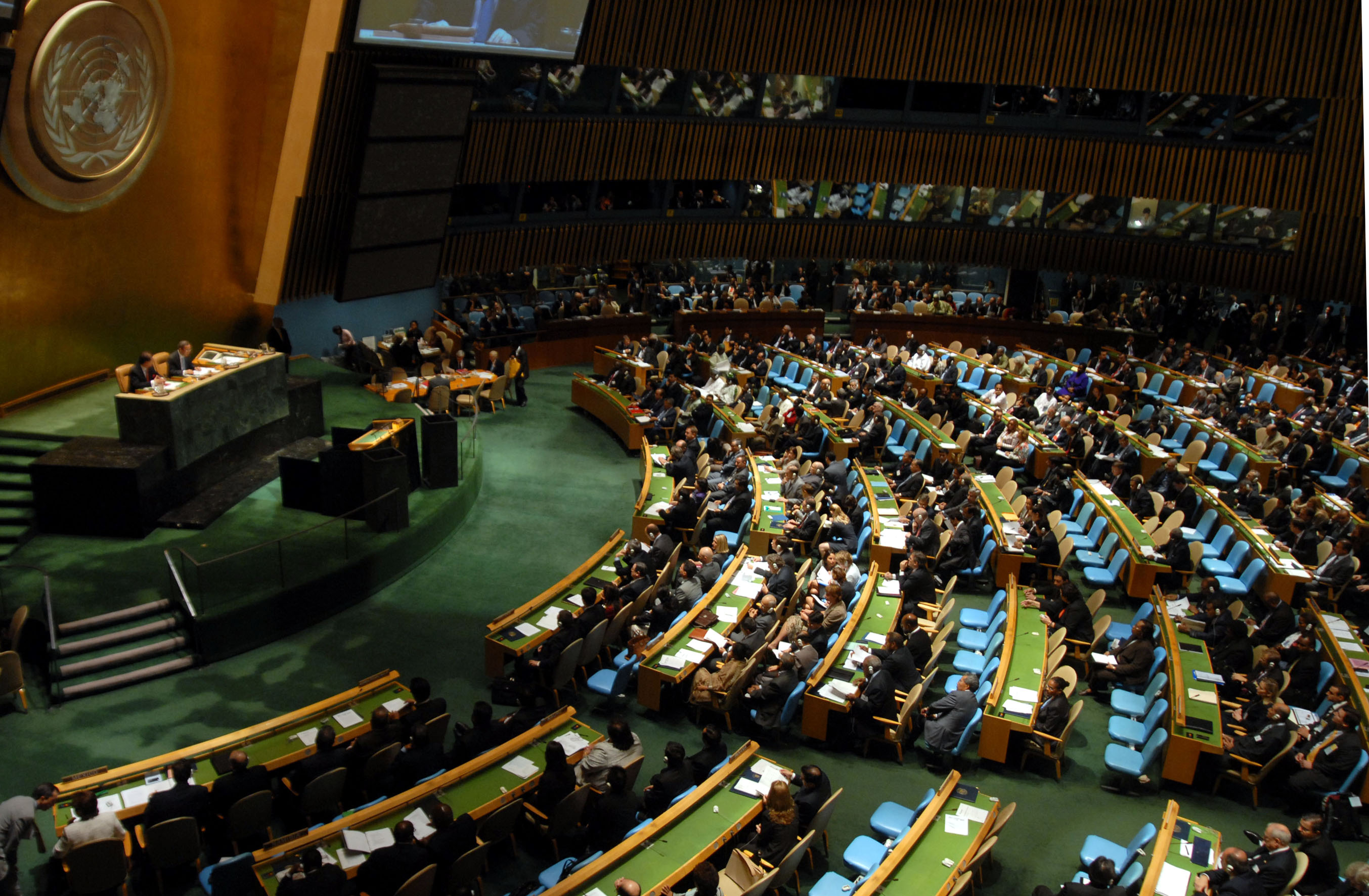
Der Versammlungssaal der Generalversammlung der Vereinten Nationen

Seit 1831 ergibt sich aus der Verfassung, dass der König die internationalen Beziehungen führt und völkerrechtliche Verträge unterzeichnen kann. Seit der vierten Staatsreform von 1993 sind jedoch sowohl die Regierungen der Gemeinschaften als auch die der Regionen innerhalb ihres jeweiligen Zuständigkeitsbereiches befugt, eigene internationale Beziehungen zu führen und verfügen in dieser Hinsicht über das sogenannte treaty making power. Die Kompetenz des Königs und der Föderalregierung wurde entsprechend eingegrenzt.
Es muss in Belgien also für die Zuständigkeitsfrage zwischen drei Arten von internationalen Verträgen unterschieden werden:
„Föderale“ Verträge: Verträge, die die Zuständigkeiten des Föderalstaates (oder seine „Restkompetenz“) berühren, werden vom König (und der Regierung) verhandelt und abgeschlossen. Hierbei ist die Regierung im Prinzip völlig frei und kann selbst entscheiden, welchen Verträgen sie sich anschließen will und welchen nicht. Damit diese Verträge jedoch innerbelgisch rechtskräftig werden können, benötigen sie die vorherige Verabschiedung eines Zustimmungsgesetzes durch die Abgeordnetenkammer und den Senat. Eine Ausnahme hierzu bilden die Verhandlungen in Hinblick auf eine Gebietsabtretung, einen Gebietsaustausch oder eine Gebietserweiterung, die nur aufgrund eines Gesetzes erfolgen dürfen. Dies wird traditionell so ausgelegt, dass die Regierung hierfür die vorherige Genehmigung der Kammern benötigt. Zudem muss seit 1993 das Parlament über jede Eröffnung der Verhandlungen im Hinblick auf die Abänderung der Europäischen Verträge informiert und vom Vertragsentwurf in Kenntnis gesetzt werden, bevor er unterzeichnet wird.
„Gliedstaatliche“ Verträge: Im Rahmen ihrer Zuständigkeiten können die Regierungen der Gemeinschaften und der Regionen in völliger Autonomie Verträge abschließen. Da sie dadurch auf völkerrechtlicher Ebene auch den belgischen Staat rechtlich verpflichten, behält die Verfassung der föderalen Regierung trotz allem einige Interventionsmöglichkeiten vor. So müssen die Gliedstaaten die Föderalregierung im Vorfeld informieren, wenn sie Verhandlungen im Hinblick auf die Unterzeichnung von internationalen Verträgen beginnen möchten. Nach dieser Information verfügt die Föderalregierung über 30 Tage, um der betroffenen Regierung gegebenenfalls mitzuteilen, dass sie Einwände gegen den Vertrag hegt; dadurch werden die erwähnten Verhandlungen automatisch ausgesetzt und die „interministerielle Konferenz der Außenpolitik“ wird einberufen. Diese wird damit beauftragt, innerhalb von 30 Tagen eine Konsenslösung zu finden. Ist dies unmöglich, läuft erneut eine Frist von 30 Tagen: Reagiert die Föderalregierung nicht, ist die Aussetzung des Verfahrens beendet und der Gliedstaat kann weiter seine Verhandlungen führen. Will die Regierung jedoch die Aussetzung des Verfahrens bestätigen, kann sie dies ausschließlich aufgrund einer der folgenden Umstände:
- die Vertragspartei wurde nicht von Belgien anerkannt;
- Belgien führt keine diplomatischen Beziehungen zu dieser Vertragspartei;
- eine Entscheidung oder eine Handlung der Vertragspartei hat dazu geführt, dass die Beziehungen mit Belgien abgebrochen, aufgehoben oder ernsthaft geschädigt wurden;
- der Vertragsentwurf widerspricht den internationalen oder supranationalen Verpflichtungen Belgiens.[81]

Gemischte Verträge: Bei internationalen Verträgen, die sowohl die Zuständigkeiten des Föderalstaates als auch diejenigen eines oder mehrerer Gliedstaaten berühren, regelt eine Zusammenarbeitsabkommen die Kooperation zwischen den verschiedenen Regierungen. Die Föderalstaat muss im Vorfeld die interministerielle Konferenz der Außenpolitik informieren, wenn er beabsichtigt, einen gemischten Vertrag zu verhandeln. Die Verhandlungen werden von den Vertretern der verschiedenen Behörden geführt, wobei die koordinierende Führung vom FÖD Auswärtige Angelegenheiten übernommen wird. Im Prinzip unterzeichnen der föderale Außenminister und ein Minister der betroffenen Gliedstaaten gemeinsam den Vertrag. Nach der Unterzeichnung legen die verschiedenen Regierungen den Vertrag ihren jeweiligen Parlamenten zur Zustimmung vor und informieren sich gegenseitig hierüber. Erst wenn alle Parlamente ihre Zustimmung gegeben haben, bereitet der föderale Außenminister die Ratifizierungsurkunde für Zustimmung Belgiens vor und lässt sie vom König unterschreiben.
Für die Ausführung der internationalen Verträge gelten die üblichen Verfassungsregeln in Bezug auf die Zuständigkeitsverteilung zwischen Legislative und Exekutive einerseits, und zwischen Föderalstaat und Gliedstaaten andererseits. Bemerkenswert hierbei ist, dass die Föderalregierung anstelle eines Gliedstaates treten kann (und somit die föderalstaatliche Struktur „ausklammern“ kann), wenn dieser es versäumt, seinen internationalen oder supranationalen Verpflichtungen nachzukommen. Der Föderalstaat kann in diesen Fällen sogar die hierfür anfallenden Kosten zurückfordern. Der Eingriff der föderalen Behörde ist jedoch nur dann möglich, wenn gleichzeitig drei Bedingungen erfüllt werden:
- der belgische Staat wurde von einer internationalen oder supranationalen Gerichtsbarkeit aufgrund des Versäumnisses eines Gliedstaates verurteilt;
- die betroffene Behörde wurde drei Monate im Voraus angemahnt;
- der Föderalstaat hatte die betroffene Behörde während des gesamten Verfahrens beteiligt.[89]

Auch die Vertretung Belgiens in den verschiedene Versammlungen und Gremien auf internationaler Ebene sieht ein kompliziertes Zusammenspiel zwischen der Föderalregierung und den verschiedenen Regierungen der Gliedstaaten vor. Es wurden Zusammenarbeitsabkommen geschlossen für die Vertretung Belgiens in internationalen Organisationen (wie z. B. der Europarat, die OECD oder die Vereinten Nationen) oder im EU-Ministerrat. Auch die Art und Weise, wie die föderale Behörde die Gliedstaaten vor den internationalen Gerichtshöfen vertreten kann, wurde in einem Zusammenarbeitsabkommen geregelt.

### Streitkräfte

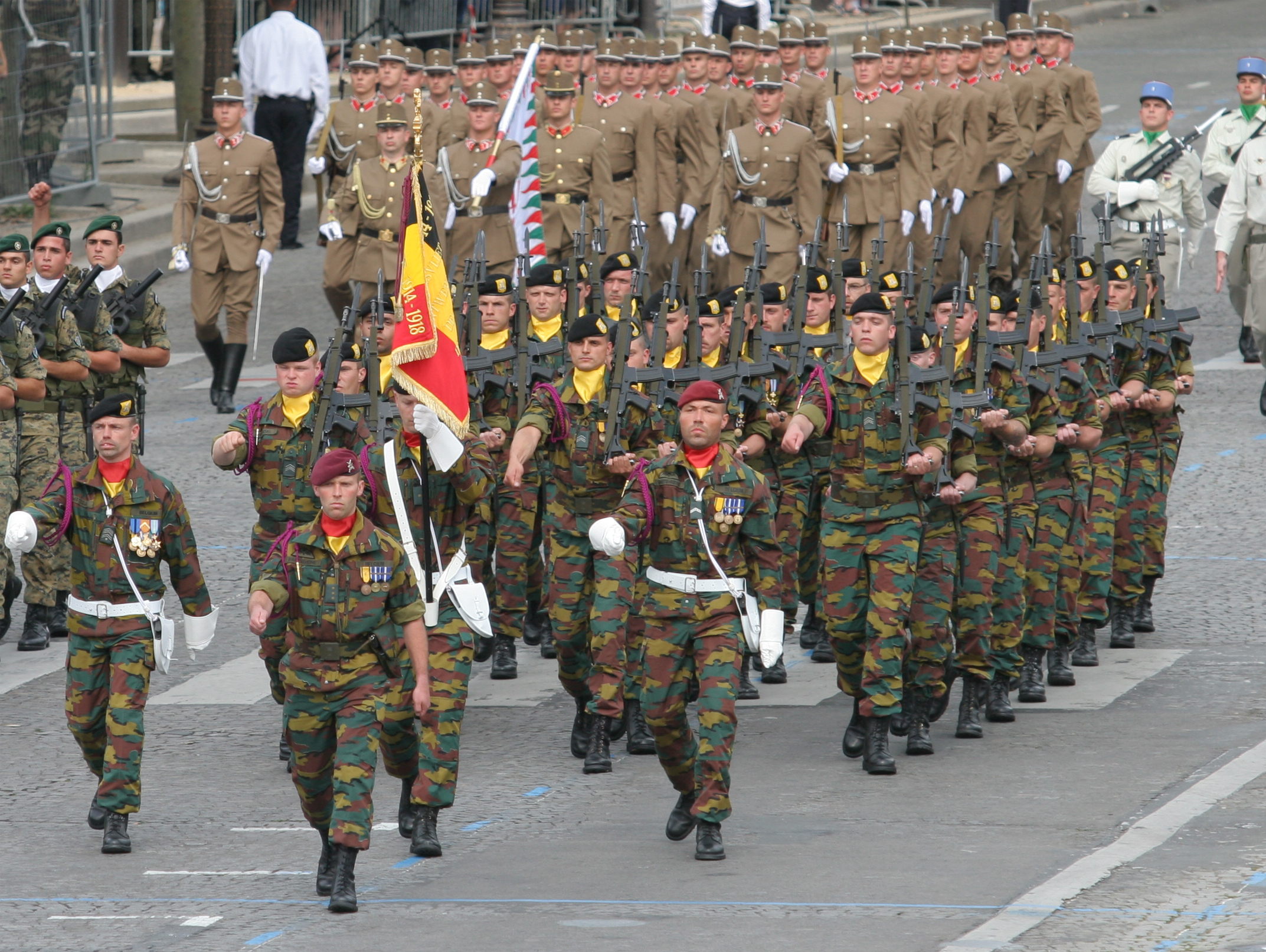
Belgische Streitkräfte

Der König befehligt formal die Streitkräfte, stellt den Kriegszustand sowie das Ende der Kampfhandlungen fest. Er setzt das Parlament davon in Kenntnis, sobald das Interesse und die Sicherheit des Staates es erlauben, und fügt die angemessenen Mitteilungen hinzu. Selbstverständlich übt der König, obwohl er der verfassungsrechtliche Oberbefehlshaber ist, heutzutage nicht mehr selbst diese Zuständigkeit aus, sondern überlässt sie der Regierung beziehungsweise ihrem Verteidigungsminister. Diese werden vom militärischen Befehlshaber (CHOD – Chief of Defense) beraten, der das Verteidigungsministerium leitet. Der König verleiht zudem mittels Gegenzeichnung des Verteidigungsministers die Dienstgrade in der Armee und die militärischen Orden unter Beachtung der diesbezüglichen gesetzlichen Bestimmungen.
Für die Angelegenheiten, die über das reine „Befehligen“ der Streitkräfte hinausgehen, bleibt jedoch die Legislative zuständig. So bestimmt ein Gesetz, wie die Armee rekrutiert wird, und regelt die Beförderung und die Rechte und Pflichten (das Statut) der Militärpersonen. Auch der Entzug der Dienstgrade, Auszeichnungen und Pensionen (die Degradierung) geschieht gemäß der im Gesetz geregelten Weise. Schließlich legt die Abgeordnetenkammer jährlich das Militärkontingent fest.

### Justizwesen

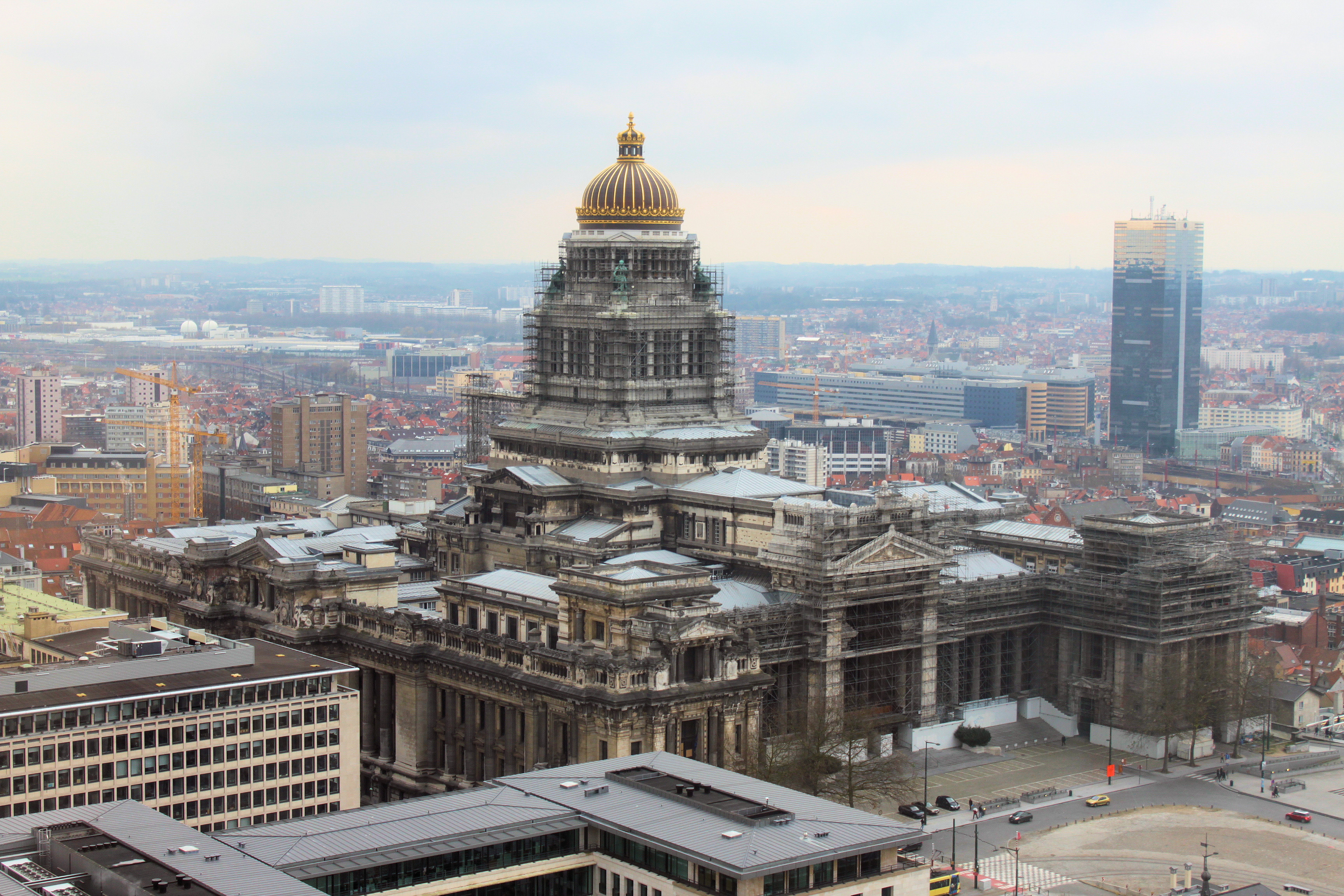
Der Brüsseler Justizpalast

Die Entscheide und Urteile der belgischen Gerichte und Gerichtshöfe werden im Namen des Königs vollstreckt. In Strafsachen bedeutet dies, dass die Regierung für die Verhaftung sorgt, die Haftbedingungen festlegt und die Haftanstalten führt. Früher oblag es auch dem Justizminister, vorzeitige Haftentlassungen oder das Anbringen von elektronischen Fußfesseln zu gewähren. Seit dem 1. Februar 2007 gehört diese Zuständigkeit für Haftstrafen von über drei Jahren den Strafvollstreckungsgerichten.
Der König ernennt die Richter an den Gerichten und Gerichtshöfen, bestimmt ihre Präsidenten und ernennt ebenfalls die Mitglieder der Staatsanwaltschaft gemäß den Modalitäten des Gerichtsgesetzbuches. Während der König die Mitglieder der Staatsanwaltschaft auch entlassen kann, werden die Richter im Prinzip auf Lebenszeit ernannt (was ihnen eine gewisse Unabhängigkeit gegenüber der Exekutiven gibt). Früher war die Regierung relativ frei in der Ernennung der verschiedenen Richter, was zu einer starken Politisierung der judikativen Macht geführt hatte. Nach der „Dutroux-Affäre“, die verschiedene Probleme im Justizapparat aufgedeckt hatte, wurde im Jahr 1998 ein Hoher Justizrat eingeführt, der seitdem die Personen, die für ein Richteramt in Frage kommen, vorschlägt. Der Handlungsspielraum für die Regierung wurde somit sehr stark eingeschränkt.
Schließlich verfügt der König über das Begnadigungsrecht, was bedeutet, dass die Exekutive die von den Richtern verhängten Strafen erlassen oder ermäßigen kann. Bei Verurteilungen eines föderalen, gemeinschaftlichen oder regionalen Ministers ist die Begnadigung nur auf Anfrage der Abgeordnetenkammer bzw. der betroffenen Gemeinschafts- oder Regionalparlamente erlaubt.

### Andere Befugnisse
Die Verfassung sieht ferner vor, dass der König das Münzrecht besitzt. Auch wenn durch die Einführung des Euros die Währungspolitik eingeschränkt wurde, werden die belgischen Euromünzen und -scheine immer noch unter Aufsicht der Föderalregierung gefertigt.
Auch erhält der König das Privileg, Adelstitel zu verleihen. Doch präzisiert die Verfassung, dass an solche Titel niemals ein Privileg gebunden werden darf. In der Praxis werden Adelstitel häufig an Menschen verliehen, die sich um das Land verdient haben (wie beispielsweise Politiker, Akademiker, Unternehmer, Wissenschaftler, Künstler, Sportler o. ä.). Der König und die Regierung verfügen in dieser Hinsicht über einen sehr großen Spielraum, doch wird in der Regel das Gutachten des heraldischen Rates und des beratenden Ausschusses für die Zuerkennung von Adelsbegünstigungen und die Verleihung von Ehrenzeichen von hohem Grad eingeholt.

## Parlamentarische Kontrolle

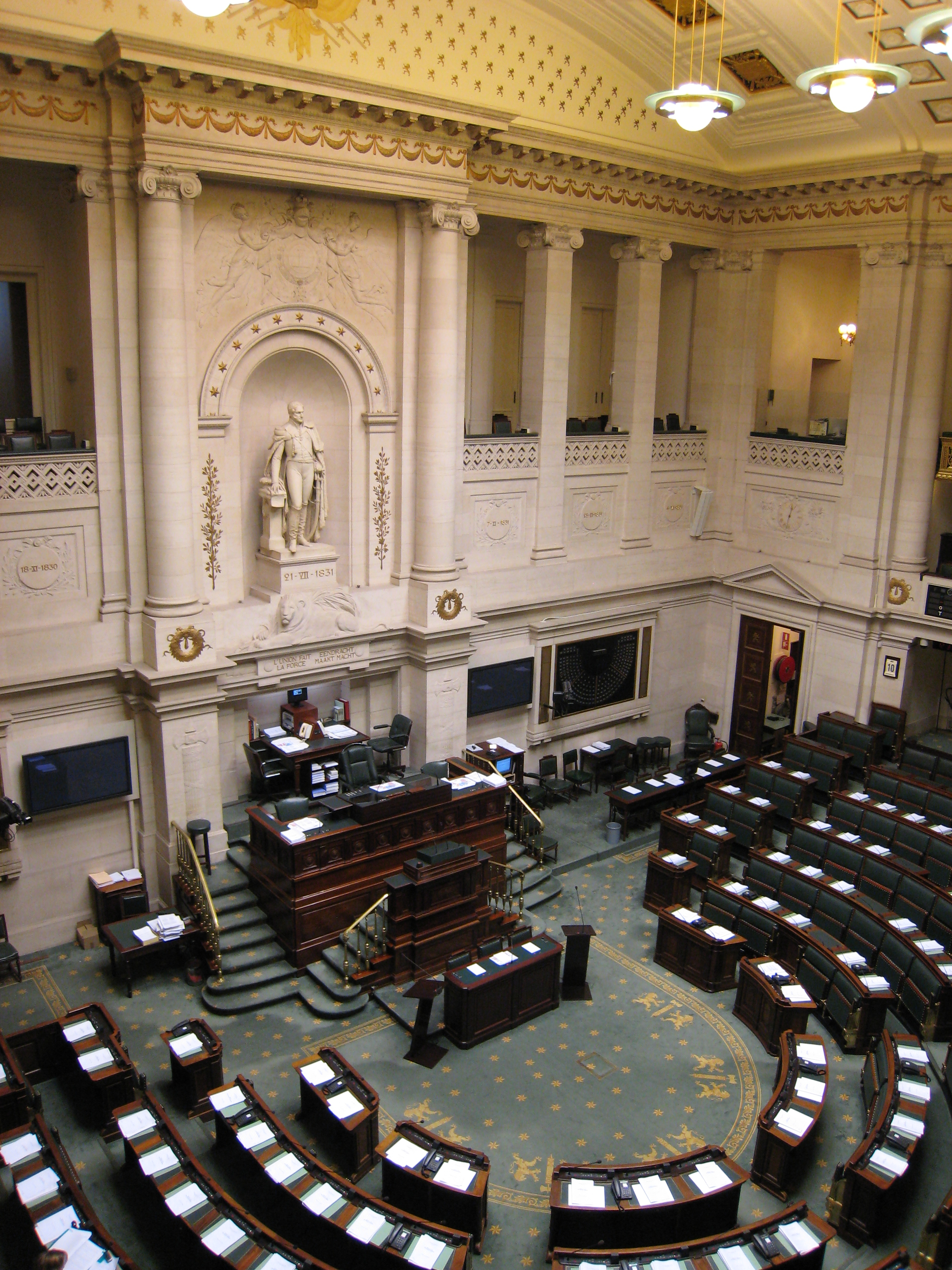
Der Halbrund der Abgeordnetenkammer

Einer der Grundzüge der parlamentarischen Demokratie ist, dass die Legislative gegenüber der Exekutiven ein Kontrollrecht besitzt und ihr im äußersten Fall das Vertrauen entziehen kann und dass sich somit die Exekutive gegenüber der Legislativen für ihre Politik rechtfertigen muss. Über diese politische Verantwortlichkeit hinaus, können die Mitglieder der Exekutiven trotz ihrer rechtlichen Immunität in gewissen Fällen auch straf- und zivilrechtlich verantwortlich gemacht werden.

### Politische Verantwortlichkeit
Die Regierung muss sich für ihre Politik vor dem Parlament verantworten und ihm Rede und Antwort stehen. Die Minister der Regierung sind seit der vierten Staatsreform von 1993 allein der Abgeordnetenkammer (und nicht mehr der Kammer und dem Senat) gegenüber verantwortlich. Das der Regierung zu Beginn ausgesprochene Vertrauen kann von der Kammer jederzeit zurückgezogen werden, sei es durch ein konstruktives Misstrauensvotum, bei dem die Abgeordnetenkammer einen anderen Premierminister vorschlägt, oder sei es durch eine abgelehnte Vertrauensfrage, nach der binnen drei Tagen ein neuer Premierminister vorgeschlagen wird (siehe unten).
Zur Kontrolle der Regierung gehört ebenfalls die Kontrolle der einzelnen Minister. Die Abgeordnetenkammer kann deshalb jederzeit die Anwesenheit einzelner Regierungsmitglieder verlangen. Die Abgeordneten können Fragen stellen, verfügen über ein „Interpellationsrecht“ und können im Anschluss an jede Interpellation ein Vertrauensvotum gegenüber dem Minister oder der Regierung anstreben. Die Senatoren können dagegen nur die Anwesenheit der Regierung in Zusammenhang mit Gesetzesvorschlägen und -entwürfen verlangen, die in einem verpflichteten oder nicht verpflichteten Zweikammerverfahren abgestimmt werden. In allen anderen Fällen „kann er um ihre Anwesenheit bitten“.
Sowohl die Abgeordnetenkammer als der Senat haben ein Untersuchungsrecht. Dies bedeutet, dass sie einen Untersuchungsausschuss bilden können, der die gleichen Zuständigkeiten hat wie ein Untersuchungsrichter. Meistens werden solche Ausschüsse für Fälle von besonders großem öffentlichen Interesse eingerichtet, wie beispielsweise die Untersuchungsausschüsse der Kammer über die Pädophilie-Vorfälle im Zuge der „Dutroux-Affäre“ (1996), über die Dioxin-Krise (1999), über die Verantwortung Belgiens bei der Ermordung von Patrice Lumumba (1999) und kürzlich über die „Fortis-Affäre“ (2009) oder des Senats über die Ereignisse im Ruanda zur Zeit des Völkermords (1997).

### Straf- und zivilrechtliche Verantwortlichkeit
Die strafrechtliche Verantwortlichkeit der Regierung betrifft ausschließlich die Minister, den Premier eingeschlossen, und die Staatssekretäre. Die Person des Königs ist, auch unter dem strafrechtlichen Gesichtspunkt, unverletzlich. Er besitzt absolute Immunität.
Das Strafprozessverfahren gegen Regierungsmitglieder wurde im Jahr 1998 nach der sogenannten „Agusta-Affäre“ (Schmiergeldzahlungen bei Rüstungsaufträgen), bei der verschiedene Minister strafrechtlich verfolgt wurden, grundlegend reformiert. Seitdem besagt die Verfassung, dass über Minister für Straftaten, die sie in und außerhalb der Ausübung ihres Amtes begangen haben sollten, ausschließlich durch den Appellationshof, und nicht wie vorher durch den Kassationshof selbst, gerichtet wird. Nur die Staatsanwaltschaft beim zuständigen Appellationshof kann die Verfolgung in Strafsachen gegen einen Minister einleiten und führen. Alle Anträge auf Regelung des Verfahrens, jede direkte Ladung vor den Appellationshof und jede Festnahme, es sei denn bei Entdeckung auf frischer Tat, bedürfen der Genehmigung der Abgeordnetenkammer. Durch diese Genehmigung wird die gegebenenfalls vorhandene parlamentarische Immunität der Minister automatisch aufgehoben. Die Entscheidung der Kammer beschränkt sich lediglich auf die Ernsthaftigkeit der Anfragen der Staatsanwaltschaft; eine Parlamentsdebatte ist nicht möglich, um die Gewaltentrennung und Unschuldsvermutung einzuhalten und einem Gerichtsprozess nicht vorzugreifen. Gegen die Entscheide des Appellationshofes kann eine Beschwerde beim Kassationshof in vereinigten Kammern eingereicht werden, der nicht über die Sache selbst erkennt.
Was die zivilrechtliche Verantwortlichkeit (die Haftung) betrifft, so sieht die Verfassung, dass ein separates Gesetz diese Frage regeln soll. Da ein solches jedoch nie verabschiedet wurde, bleibt das Gemeinrecht anwendbar.

## Ende einer Regierung

### Drei mögliche Szenarien
Genau wie die Ernennung obliegt die Entlassung der Regierung oder einzelner Minister formell dem König (mit der Gegenzeichnung eines Ministers). In drei Fällen kann das Ende einer Regierung bewirkt werden:
- Rücktritt: Die Minister der Regierung oder der Premierminister allein stellen fest, dass es derartige Unvereinbarkeiten innerhalb der Regierung oder der Mehrheit im Parlament gibt, dass eine weitere Zusammenarbeit unmöglich erscheint. Sie entscheiden deshalb von sich aus, ihren Rücktritt beim König einzureichen. Dieser akzeptiert in der Regel das Rücktrittsgesuch, wobei es in der Vergangenheit Ausnahmen gegeben hat.[124][125] Dem Rücktritt einer Regierung können zwei Situationen folgen:
  - Eine neue Mehrheit (oder die alte Mehrheit mit neuer Zusammensetzung oder neuem Vertrauen) kann im Parlament gefunden werden und eine neue Regierung wird gebildet;
  - Es herrscht ein so großes Misstrauen unter den verschiedenen Parteien, dass keine neue Mehrheit im Parlament mehr zustande kommt. In diesem Fall kann der König, nachdem die Abgeordnetenkammer mit absoluter Mehrheit zugestimmt hat, die Auflösung der Kammern anordnen und vorgezogene Neuwahlen ausrufen.[126]

- Misstrauensvotum: Die Regierung verliert die Mehrheit in der Abgeordnetenkammer. Diese stimmt mit absoluter Mehrheit einem Misstrauensantrag zu und schlägt dem König einen neuen Premierminister zur Ernennung vor.[127] Wird gleichzeitig zum Misstrauensvotum kein neuer Premierminister vorgeschlagen, kann der König die Kammern auflösen und Neuwahlen anordnen.[128]

- Abgelehnte Vertrauensfrage: Die Regierung verliert auch in diesem Fall die Mehrheit in der Abgeordnetenkammer. Die absolute Mehrheit der Abgeordneten verweigert der Regierung das Vertrauen, nachdem diese der Kammer die Vertrauensfrage gestellt hat. Binnen drei Tagen nach dieser Ablehnung schlägt die Abgeordnetenkammer dem König einen neuen Premierminister zur Ernennung vor.[127] Wird innerhalb von drei Tagen nach einer abgelehnten Vertrauensfrage kein neuer Premierminister vorgeschlagen, kann der König die Kammern auflösen und Neuwahlen anordnen.[129]

Diese drei Fälle, in denen der König (mit der Gegenzeichnung eines Ministers) das Parlament auflösen und vorgezogene Neuwahlen anordnen kann, wurden bei der vierten Staatsreform von 1993 in die Verfassung eingefügt. Zuvor besagte diese lediglich, dass der König das Recht habe, die Kammern aufzulösen, ohne weitere Bedingungen vorzuschreiben. Das Ziel der Verfassungsänderung war, die Regierungen zu stabilisieren und sogenannte „Legislaturregierung“ herbeizuzwingen (das heißt eine Regierung, die die gesamte Dauer der Legislaturperiode überdauert), da besonders in den 1970er und 1980er Jahren die belgischen Regierungen äußerst anfällig waren und regelmäßig scheiterten.
Es ist jedoch bemerkenswert, dass die drei erwähnten Möglichkeiten, Neuwahlen auszulösen, bei der bisher einzigen großen Krise seit der Einführung des neuen Systems umgangen wurden. Bei der belgischen Staatskrise im Frühjahr 2010 einigten sich tatsächlich alle Parteien der scheidenden Mehrheit und selbst die meisten der Opposition darauf, dass nur eine neue Staatsreform die Pattsituation lösen könnte (was schließlich zur sechsten Staatsreform von 2014 führte), und man erzwang die Auflösung der Kammern durch einen vierten Weg: Es wurde einfach eine Erklärung zur Revision der Verfassung eingereicht. Das Einreichen einer solchen Erklärung zieht von Rechts wegen die Auflösung des Parlamentes und Neuwahlen mit sich. Dabei stellten einige Verfassungsrechtler die Frage, ob eine zurückgetretene Regierung im Rahmen der „laufenden Geschäfte“ (siehe unten) überhaupt die Zuständigkeit besitzt, einer weitgehenden Revision der Verfassung zuzustimmen.

### Laufende Geschäfte
Zwischen dem Rücktritt einer Regierung und der Ernennung einer neuen kann zuweilen eine lange Zeit vergehen. Bis zur Ernennung der neuen Regierung führt die scheidende die sogenannten „laufenden Geschäfte“ aus, um einen rechtsleeren Zustand zu vermeiden (die Regierung wird auch als „geschäftsführend“ bezeichnet). Die scheidende Regierung trifft somit alle Maßnahmen, die zur reibungslosen Weiterführung der Institutionen notwendig sind. Was genau die laufenden Geschäfte abdecken ist jedoch unklar. Es können im Prinzip im Rahmen der laufenden Geschäfte keine neuen politischen Entscheidungen getroffen werden. Die Rechtslehre unterscheidet die laufenden Geschäfte traditionell in drei Arten:
- die tagtägliche Ausführung der öffentlichen Geschäfte (wie die Auszahlung von Beamtengehältern oder Pensionen);[137]
- die Weiterführung von Entscheidungen, die bereits vor dem Rücktritt der Regierung getroffenen wurden, im Hinblick auf ihren vorgesehenen Ausgang;[138]
- die dringenden Angelegenheiten, die in Abwesenheit einer angebrachten Handhabung der Allgemeinheit einen unwiderruflichen Schaden zufügen würden.

Der Staatsrat behält sich das Recht vor, Regierungsentscheidungen für nichtig zu erklären, wenn sie im Rahmen der laufenden Geschäfte diese Vorgaben nicht einhalten.
In der Vergangenheit wurde zudem der Unterschied zwischen den laufenden Geschäften und den „vorsichtigen Geschäften“ gemacht. So ging man davon aus, dass bei einer Auflösung des Parlamentes (beispielsweise nach einer Verfassungsreform) ohne vorangegangenen oder gleichzeitigen Rücktritt der Regierung letztere zwar immer noch offiziell als „im Amt“ zu betrachten sei (da ja kein Rücktritt beim König eingereicht wurde), aber aufgrund der Abwesenheit einer parlamentarischen Kontrolle nur „vorsichtige“ Entscheidungen, die jedoch über die laufenden Geschäfte hinausgehen würden, treffen dürfe. Heutzutage ist die Rechtslehre dagegen mehrheitlich der Meinung, dass die eingeschränkteren Handlungsmöglichkeiten der laufenden Geschäfte auch in diesem Fall grundsätzlich Anwendung finden.

## Aktuelle Regierung
Die aktuelle Regierung De Wever ist seit dem 3. Februar 2025 im Amt. Sie besteht aus 15 Ministern (Premierministerin inbegriffen) und folgte auf die Regierung De Croo.